# Just Pasteur Sabatier
Pour les articles homonymes, voir Sabatier.
Just Pasteur Sabatier, né le 22 juillet 1754 à Narbonne, dans le Languedoc, et mort le 5 octobre 1818 à Narbonne, dans l'Aude, est un général français de la Révolution et de l’Empire.

## Biographie
Il entre en service le 10 avril 1770 comme fusilier au régiment de Dauphiné. Il passe caporal le 20 juillet 1772 et sergent le 24 mars 1774, avant d'être congédié par grâce le 25 septembre 1777. De 1770 à 1773, il a fait les campagnes en Corse.
Le 20 janvier 1780, il reprend du service comme simple soldat dans le régiment de Foix dont il devient caporal le 3 février suivant. En 1782, il participe à la campagne de Genève et est nommé sergent le 22 mars 1782, puis sergent-major le 16 mai 1791.
Le 15 mai 1792, il passe en qualité d’adjudant-major au 1er bataillon de volontaires de la Marne qu'il commande dès le 17 juin suivant. Il est blessé le 6 novembre 1792 à la bataille de Jemappes. De 1793 à 1801, il est employé aux armées du Nord et du Rhin, puis est nommé chef de brigade le 18 août 1794 dans la demi-brigade du Finistère.
Le 11 avril 1796, il prend la tête de la 66e demi-brigade d’infanterie et est promu général de brigade le 29 août 1799. Le 1er mai 1800, il commande la 2e brigade de la division du général Baraguey d'Hilliers, avant d'être placé en non-activité le 23 septembre 1801. Il est fait chevalier de la Légion d’honneur le 11 décembre 1803 et commandeur de l’ordre le 14 juin 1804.
Il est remis en activité le 19 novembre 1805 à la 16e division militaire, puis à la 11e division militaire le 19 juin 1806. En 1808, il est envoyé à l’armée d’Espagne. Le 12 janvier 1808, il prend le commandement de la 1re brigade de la 2e division d’infanterie du général Verdier, puis le 10 avril la 3e brigade de la 1re division d’infanterie du général Merle. Le 12 juin 1808, il bat le général espagnol Cuesta près de Valladolid et enlève une des positions adverses à la bataille de Medina de Rioseco le 14 juillet 1808.
Il est mis en congé le 4 mai 1809 et admis à la retraite le 6 août suivant. En 1814, le roi Louis XVIII le fait chevalier de Saint-Louis. Il meurt le 5 octobre 1818 à Narbonne.

## Sources
- (en) « Generals Who Served in the French Army during the Period 1789 - 1814: Eberle to Exelmans »
- Thierry Pouliquen, « Les généraux français et étrangers ayant servis [sic] dans la Grande Armée » (consulté le 30 décembre 2014)
- « Cote LH/2428/23 », base Léonore, ministère français de la Culture
- A. Lievyns, Jean Maurice Verdot, Pierre Bégat, Fastes de la Légion-d'honneur, biographie de tous les décorés accompagnée de l'histoire législative et réglementaire de l'ordre, Bureau de l’administration, janvier 1844, 529 p. (lire en ligne), p. 472.
- (pl) « Napoléon.org.pl »